# Stenelmis beameri
Stenelmis beameri är en skalbaggsart som beskrevs av Ivan T. Sanderson. Stenelmis beameri ingår i släktet Stenelmis och familjen bäckbaggar. Inga underarter finns listade i Catalogue of Life.